# Bettina Mönch
Bettina Mönch (* 1981 in München) ist eine deutsche Musicalsängerin.

## Leben

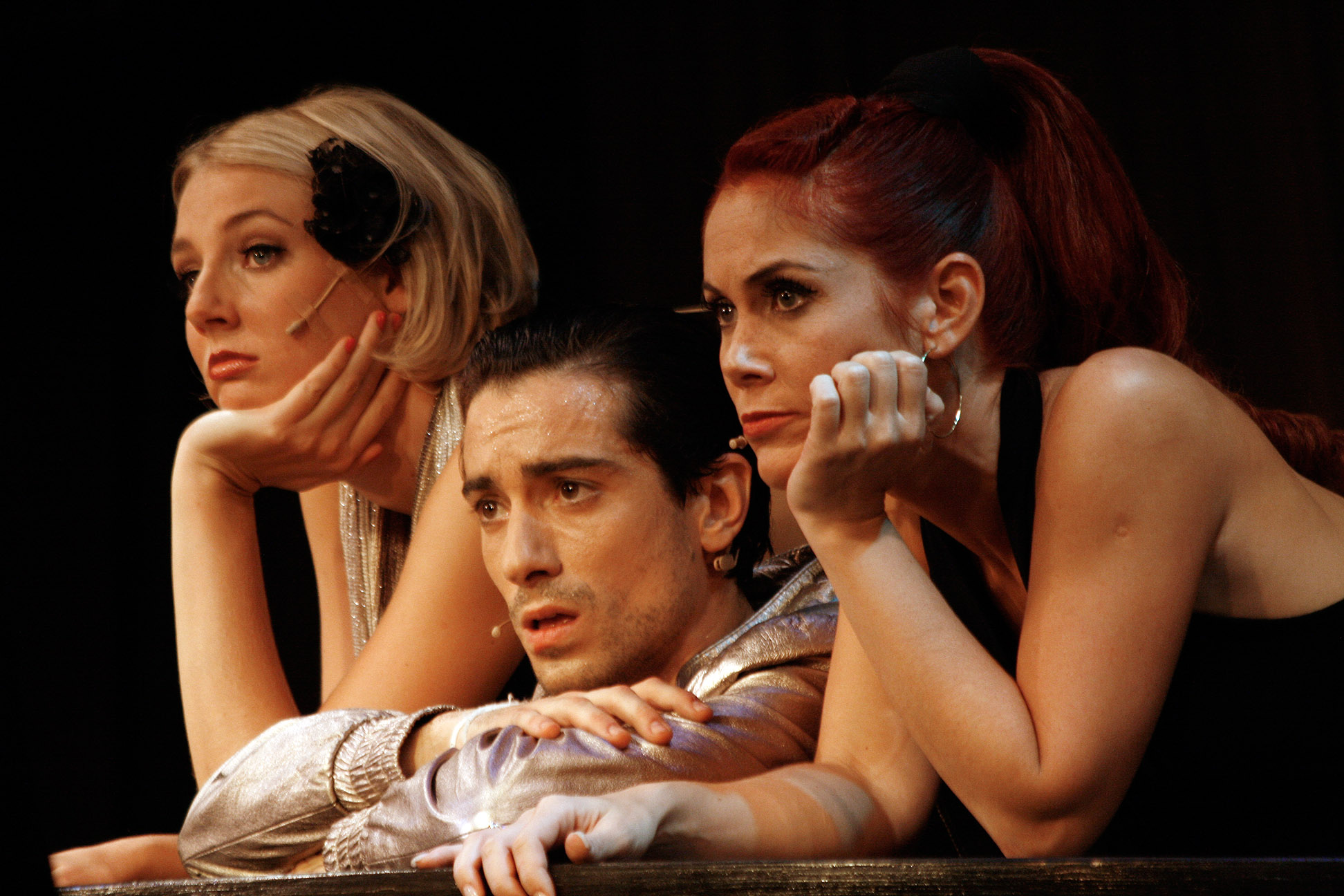
Bettina Mönch (links) mit Stefano Bernardin und Adriana Zartl im Musical Ti Amo (Wiener Metropol, 2009)

Bettina Mönch sang im Schulchor und betrieb Stepptanz, Ballett und Jazzdance. Ab 2000 studierte sie am damaligen Konservatorium der Stadt Wien an der Abteilung für musikalisches Unterhaltungstheater (Musical, Operette, Chanson), das Studium schloss sie 2004 ab. Nach dem Studium war sie bei Stage Entertainment engagiert, wo sie im Musical Aida von Elton John am Colosseum Theater in Essen und zwei Jahre auf Tournee die Hauptrolle der Amneris verkörperte. 2007 wurde sie mit dem Ersten Preis beim Bundeswettbewerb Gesang Berlin ausgezeichnet.
Weitere Engagements hatte sie unter anderem 2007/08 als Lisa in Jekyll & Hyde am Saarländischen Staatstheater, 2008/09 als Ulla am Ronacher Theater der Vereinigten Bühnen Wien in The Producers, am Stadttheater Klagenfurt, an der Oper Graz und bei den Festspielen Stockerau. 2011 debütierte sie in Die spinnen, die Römer als Philia an der Volksoper Wien, wo sie in der Saison 2016/17 als Gloria Mills in Axel an der Himmelstür zu sehen war. Bei einem Engagement als Fantine in Les Misérables beim Domplatz Open Air Magdeburg 2013 lernte sie ihren späteren Ehemann, den Regisseur Gil Mehmert, kennen.
Bei der deutschsprachigen Erstaufführung des Broadway-Musicals Shrek am Capitol Theater Düsseldorf war sie 2014 die Premierenbesetzung der Prinzessin Fiona. Am Staatstheater am Gärtnerplatz in München war sie unter anderem als Lina Lamont in Singin’ in the Rain, als Sheila in Hair und als Maria Magdalena in Jesus Christ Superstar zu erleben. 2018 spielte sie in der Uraufführung des Musicals Meine Stille Nacht am Salzburger Landestheater die Baronin. Die Titelrolle der Eva Perón in Evita von Andrew Lloyd Webber verkörperte sie unter anderem am Theater Bonn, am Wiener Ronacher und an der Oper Graz. An der Oper Bonn stand sie auch als Velma Kelly in Chicago, als Kate/Lilli Vanessi in Kiss Me, Kate und als Audrey in Little Shop of Horrors auf der Bühne, an der Oper Graz in Guys and Dolls als Miss Adelaide.
Im Rahmen des Österreichischen Musiktheaterpreises 2021 wurde sie in der Kategorie Beste weibliche Hauptrolle für ihre Darstellung der Sally Bowles im Musical Cabaret an der Volksoper Wien nominiert. Für die Seefestspiele Mörbisch wurde sie 2023 als Donna im Musical Mamma Mia! neben ihrem früheren Studienkollegen Lukas Perman als Sam besetzt. Bei den Freilichtspielen Tecklenburg sang sie im Sommer 2024 die Milady de Winter im Musical 3 Musketiere von Rob und Ferdi Bolland.
Von Dezember 2024 bis März 2025 war sie mit dem Musical Elisabeth in der Titelrolle, die sie sich mit Roberta Valentini teilte, auf Tour in Deutschland, Österreich und der Schweiz. Im April 2025 feierte sie als Phyllis im Musical Follies von Stephen Sondheim an der Wiener Volksoper Premiere.

## Repertoire (Auswahl)
- Ralph Benatzky: Axel an der Himmelstür, Gloria Mills
- Rob und Ferdi Bolland: 3 Musketiere, Milady de Winter
- Mel Brooks: The Producers, Ulla
- John Debney: Meine Stille Nacht, Baronin
- Elton John: Aida, Amneris
- John Kander: Cabaret, Sally Bowles
- John Kander: Chicago, Velma Kelly
- Frank Loesser: Guys and Dolls, Miss Adelaide
- Galt MacDermot: Hair, Sheila
- Alan Menken: Little Shop of Horrors Audrey,
- Cole Porter: Kiss Me, Kate: Kate/Lilli Vanessi
- Claude-Michel Schönberg, Les Misérables, Fantine
- Stephen Sondheim: Follies, Phyllis
- Jeanine Tesori: Shrek, Prinzessin Fiona
- Andrew Lloyd Webber: Evita, Eva Perón
- Andrew Lloyd Webber: Jesus Christ Superstar, Maria Magdalena
- Frank Wildhorn: Jekyll & Hyde, Lisa Carew

## Auszeichnungen und Nominierungen (Auswahl)
- 2001: Bundeswettbewerb Gesang Berlin – Förderpreis der Günther-Neumann-Stiftung[5]
- 2002 und 2004: Preisträgerin Fidelio-Wettbewerb Wien[5]
- 2007: Erster Preis beim Bundeswettbewerb Gesang Berlin[4][5]
- 2019: Österreichischer Musiktheaterpreis – Nominierung in der Kategorie Beste weibliche Hauptrolle für Grand Hotel (Frieda „Flämmchen“ Flamm) an der Bühne Baden[15]
- 2021: Österreichischer Musiktheaterpreis – Nominierung in der Kategorie Beste weibliche Hauptrolle Cabaret (Sally Bowles) an der Volksoper Wien[7]